# Fritzi Haberlandt
Fritzi Haberlandt, född 6 juni 1975 i Östberlin, är en tysk skådespelare. Hon studerade teater vid Hochschule für Schauspielkunst Ernst Busch och är en medlem i Thalia Theater i Hamburg. Fritzi är i Sverige mest känd för sina roller i tv-serierna Deutschland 86, Deutschland 89 samt sin medverkan i Babylon Berlin.

## Tv-serier/filmer (urval)
- 2017–2022 – Babylon Berlin (TV-serie)
- 2018: Deutschland 86
- 2020: Deutschland 89
- 2022: Das Boot (TV-serie, 2018)